# Michele Merkin
Michele Merkin (San Francisco, California, 25 de junio de 1975) es una modelo y presentadora de televisión estadounidense.

## Primeros años e inicios
Merkin nació en San Francisco, California de ascendencia  sueca y ruso-judía como la hija menor y única mujer de cuatro hijos. Asistió al internado en Inglaterra. Su madre era de Suecia y había sido un modelo de veinte años, incluyendo una aparición en el catálogo Victoria's Secret. Merkin ya era alta y delgada a la edad de 14 años. Esto le ayudó a jugar baloncesto, pero la molestaban en la escuela poniéndole apodos tales como " Jirafa" y "Manute Bol".
Merkin empezó el tiempo de modelado de piezas a la edad de 15 años, mientras ella estaba en la secundaria. Asistió a la Universidad de California en Los Ángeles con el objetivo de estudiar medicina, en concreto cirugía plástica, pero dejó en el primer trimestre para convertirse en modelo profesional. 

## Carrera

### Modelaje
Merkin modelaba desde los 15 años en París, Milán, Nueva York y Los Ángeles, apareciendo en revistas como ELLE, Marie Claire, Bazar Harper's y Vogue y sobre todo en campañas promociononando a Clairol y al videojuego de Nintendo Perfect Dark .
Michele fue seleccionada para la revista Maxim en la Hot 100 lista de mujeres atractivas en 2006 (en el puesto #74) y en 2007 (puesto #56).

### Televisión
A partir de junio de 2005, Merkin coorganizó el programa de televisión por cable Foody´s Call con Rossi Morreale, un reality show, que combina la cocina y el amor por enseñar a los hombres para seducir a las mujeres con la comida. Después de que el programa fue cancelado al año siguiente, ella admitió a la premisa que era defectuoso, diciendo: "... la mayoría de chicas que conozco realmente no saben comer. El camino al corazón de una mujer no es definitivamente a través de su estómago."
Al mismo tiempo, Merkin fue reportera de cancha en la tercera temporada deExtreme Dodgeball, que salió al aire a partir de julio de 2005, en la Game Show Network.
En mayo de 2007, se aventuró fuera de la televisión por cable a la sede de laThe Next Best Thing serie de televisión, que fue presentada en American Broadcasting Company .
En marzo de 2008, condujo Sand Blasters III: The Extreme Sand Sculpting Championship en Travel Channel.
A partir de diciembre de 2008, es coanfitriona del reality show Party Monsters Cabo en la E!, que muestra a los participantes competir para determinar quién es el mejor planificador de eventos.
Merkin también condujo episodios individuales de E! News Daily, NBC's For Love or Money, VH1's Red Eye, The Movie Fan Show, The Love Report for Studios USA, Close-up Hollywood, Buy TV, Movie Watch y Attack of the Show!.